# NGC 4562
NGC 4562 (NGC 4565A) je prečkasta spiralna galaktika u zviježđu Berenikinoj kosi. Naknadno je utvrđeno da je NGC 4565A ista galaktika.

## Vanjske poveznice
- (engl.) SEDS: NGC 4562
- (engl.) Revidirani Novi opći katalog
- (engl.) Izvangalaktička baza podataka NASA-e i IPAC-a
- (engl.) Astronomska baza podataka SIMBAD
- (engl.) VizieR